# Мельничук Тарас Богданович
Тарас Богданович Мельничук (нар. 19 травня 1987) — український футболіст, що грав на позиції півзахисника. Відомий за виступами у команді української першої ліги «Прикарпаття» з Івано-Франківська, загалом зіграв у складі команди 140 матчів у чемпіонаті України.

## Клубна кар'єра
Тарас Мельничук розпочав займатися футболом у СДЮШОР «Прикарпаття» в Івано-Франківську. З 2004 року Мельничук грав у складі команди другої ліги «Факел» з Івано-Франківська, де відразу ж став гравцем основного складу команди. У сезоні 2007—2008 років івано-франківську команду перейменували на «Прикарпаття», та включили до складу першої ліги замість розформованого «Спартака». Мельничук продовжив виступи вже в першоліговій команді, де практично весь час був гравцем основного складу команди. У складі «Прикарпаття» футболіст грав до закінчення сезону 2010—2011 років, загалом зіграв у першій лізі 69 матчів. З 2011 до 2021 року Тарас Мельничук грав у низці аматорських команд Івано-Франківської області.